# グローマー拒否
グローマー拒否（ぐろーまーきょひ、英：Glomar response）とは、情報公開制度における概念。開示請求に対し文書の存否自体を明らかにすることなく当該開示請求を拒否することである。存否応答拒否とも言う。
日本では1999年に成立した情報公開法8条等でこれが認められている。
これが認められるのは、例えばある人物が国立病院に入院していたときのカルテの開示請求があった場合、当該行政文書はあるが情報公開法5条1号（個人情報に係る情報の不開示）により不開示と回答したのでは、当該人物に入院歴があることが明らかとなってしまいプライバシーが侵害されてしまうからである。

## アメリカ合衆国
アメリカ合衆国では情報自由法の実務で存否応答拒否が1970年代以来Glomar denialと呼ばれる。「グローマー」はGlobal Marine Development社によって建造されたGlomar Explorerというサルベージ船の名前に由来する。この船は沈没したソ連の潜水艦を引き上げるCIAの計画「プロジェクト・ジェニファー」のために建造されたが、CIAはこのプロジェクトや関連機密の存在を認めることでソ連との関係が悪化することを恐れ、「（事実の）確認も否定もしない」回答をした。